# أسلحة ليزر

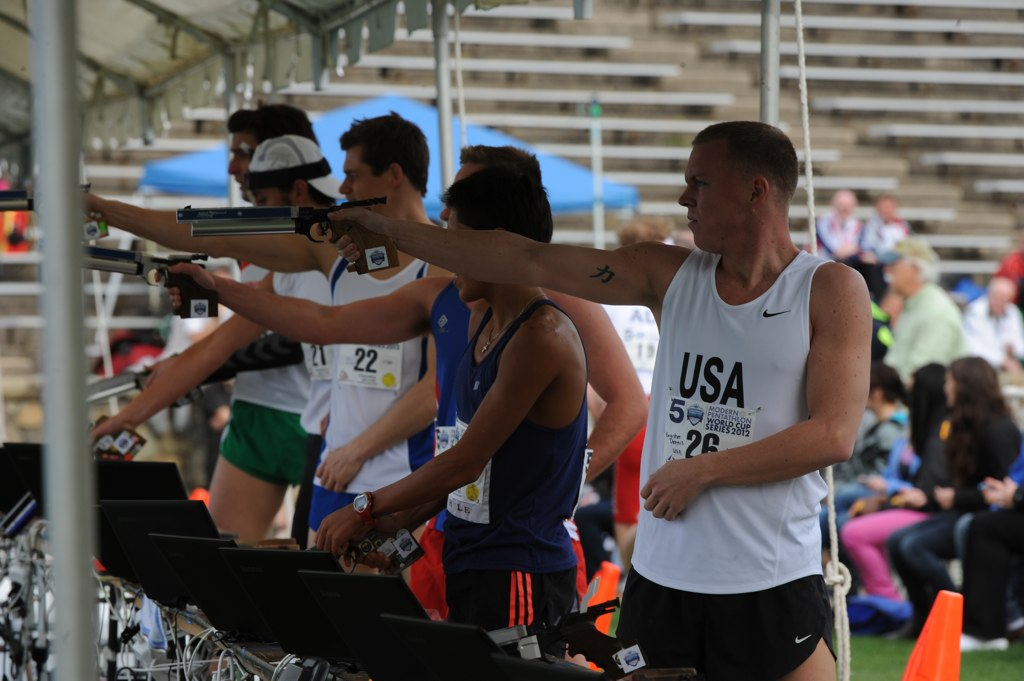
أسلحة ليزر تُستخدم في المنافسات

أسلحة الليزر هي أسلحة تستخدم أشعة الليزر بدلًا من الذخيرة العادية لإصابة الاهداف الانعكاسية.
وتُستخدم لإصابة أهداف طينية وتم اقتراح استخدامها في دورة الألعاب الأولمبية الصيفية الخامسية الحديثة التي أقيمت عام 2012 وذلك بعد أن حققت نجاحًا تجريبيًا في الألعاب الأولمبية الصيفية للشباب 2010 التي أُقيمت في سنغفورة، واستخدام تلك الأسلحة يفتح المجال واسعًا لرياضات الرماية بسبب مستوي الآمان المرتفع لها.